# Cabangan
Cabangan is een gemeente in de Filipijnse provincie Zambales op het eiland Luzon. Bij de laatste census in 2010 telde de gemeente ruim 23 duizend inwoners.

## Geografie

### Bestuurlijke indeling
Cabangan is onderverdeeld in de volgende 22 barangays:
| - Anonang - Apo-apo - Arew - Banuambayo - Cadmang-Reserva - Camiling - Casabaan - Del Carmen - Dolores - Felmida-Diaz - Laoag | - Lomboy - Longos - Mabanglit - New San Juan - San Antonio - San Isidro - San Juan - San Rafael - Santa Rita - Santo Niño - Tondo |

## Demografie
Cabangan had bij de census van 2010 een inwoneraantal van 23.082 mensen. Dit waren 1.563 mensen (7,3%) meer dan bij de vorige census van 2007. Ten opzichte van de census van 2000 was het aantal inwoners gegroeid met 4.234 mensen (22,5%). De gemiddelde jaarlijkse groei in die periode kwam daarmee uit op 2,05%, hetgeen hoger was dan het landelijk jaarlijks gemiddelde over deze periode (1,90%).

De bevolkingsdichtheid van Cabangan was ten tijde van de laatste census, met 23.082 inwoners op 175,29 km², 131,7 mensen per km².